# Capitan tagliagola
Capitan Tagliagola (Captain Cut-Throat) è un romanzo giallo del 1953 scritto da John Dickson Carr; è uno dei suoi mystery di ambientazione storica.

## Trama
1805: a Boulogne è schierata la Grande Armée di Napoleone al completo, in attesa di invadere la Gran Bretagna. Ma l'Imperatore tergiversa per motivi logistici. Mentre i giorni si susseguono uguali l'uno all'altro, nell'accampamento francese si profila una nuova minaccia: un assassino misterioso, presto soprannominato dai soldati "Capitan Tagliagola", uccide diverse sentinelle francesi; il guaio è che sembra assalire le vittime di fronte, senza che queste possano reagire, e lo fa senza lasciare traccia. Si tratta di un assassino reale o di un fantasma?
Ad investigare si troveranno una spia inglese, Alan Hepburn, ed una francese, Ida de Sainte-Elme, inviate entrambe nientemeno che dal temutissimo Ministro della Polizia dell'Imperatore, Joseph Fouché; Hepburn, ovviamente, è costretto a lavorare per i francesi, ed accetta solo quando ad essere minacciata è la vita di sua moglie Madeleine; ma sa benissimo che, una volta terminato il suo incarico, nessuno di loro due sarà più al sicuro....

## Edizioni italiane
- Capitan tagliagola, traduzione di Anna Maria Francavilla, collana I classici del Giallo Mondadori n. 436, Arnoldo Mondadori Editore, ottobre 1983, pp. 231